# Lupinus fiebrigianus
Lupinus fiebrigianus är en ärtväxtart som beskrevs av Oskar Eberhard Ulbrich. Lupinus fiebrigianus ingår i släktet lupiner, och familjen ärtväxter. Inga underarter finns listade i Catalogue of Life.